# خلخال، اغوز
خلخال (به لاتین: Xalxal) یک منطقهٔ مسکونی در جمهوری آذربایجان است که در شهرستان اغوز واقع شده‌است. خلخال ۷۶۷ نفر جمعیت دارد.

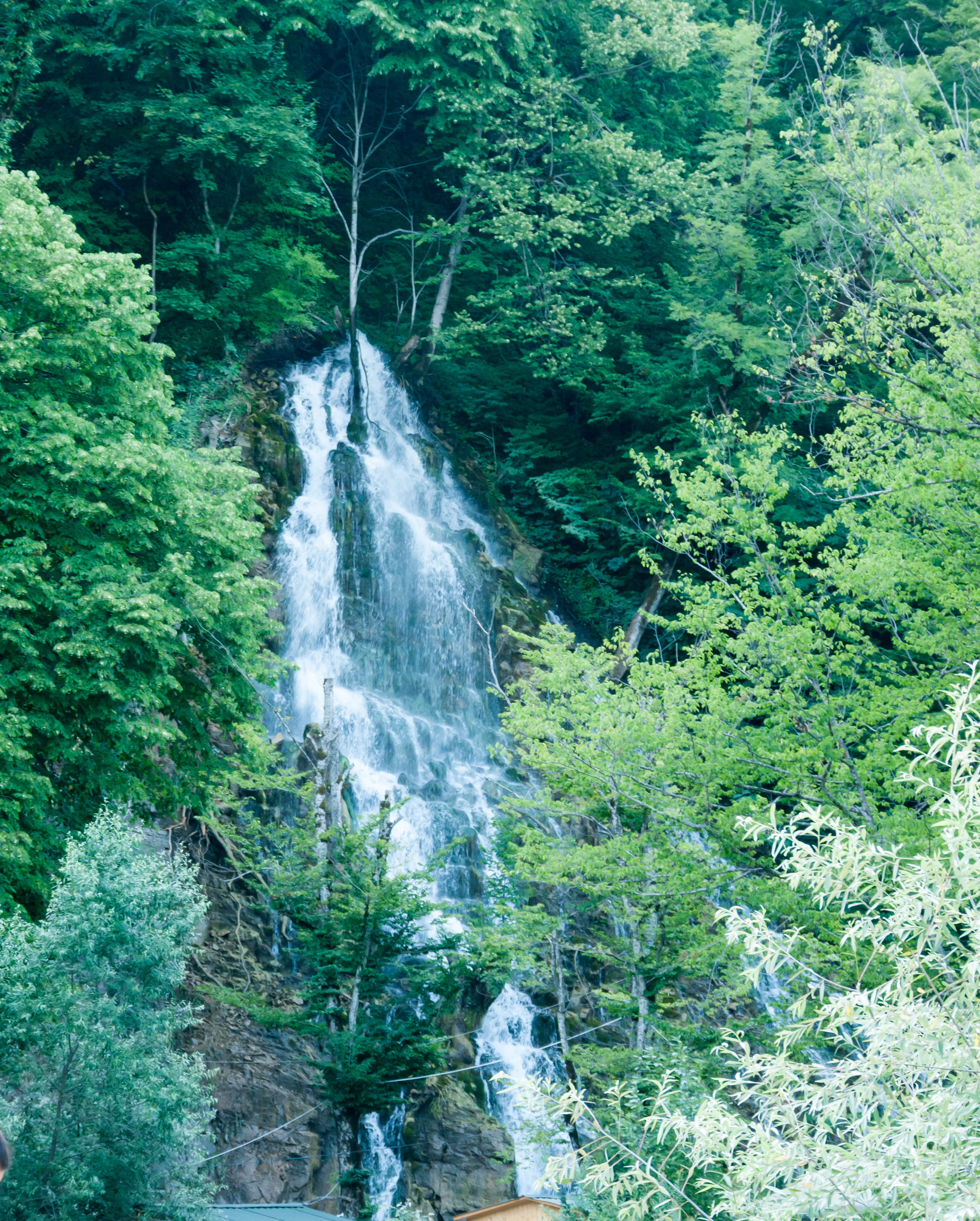
آبشاری در خلخال